# خراج

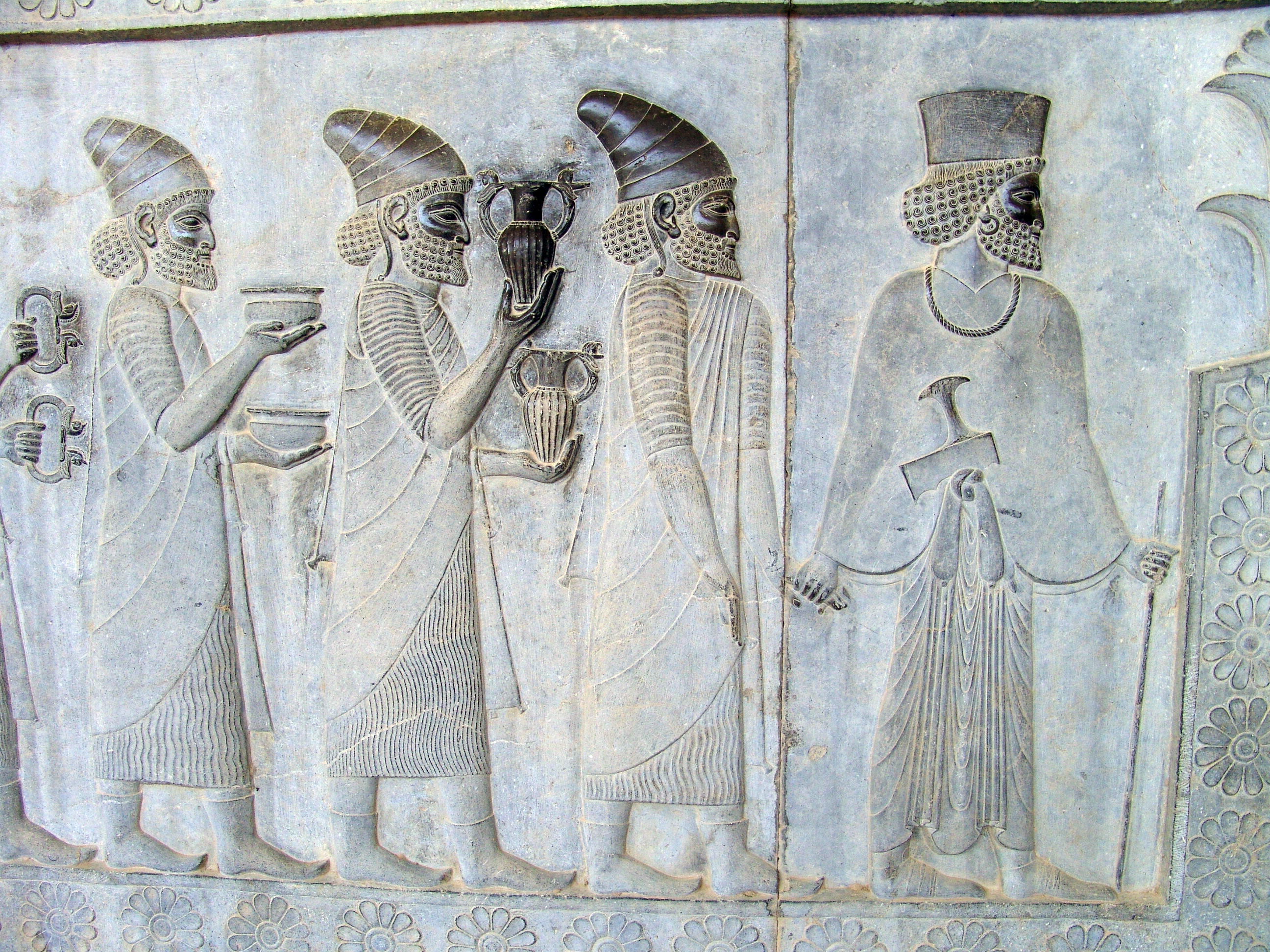
آپادانا تخت جمشید: اشیایی همچون دستبندهای تزئینی، کاسه و آمفورا به عنوان هدیه و نشانی از وفاداری به سلسلهٔ هخامنش پیشکش می‌شود.

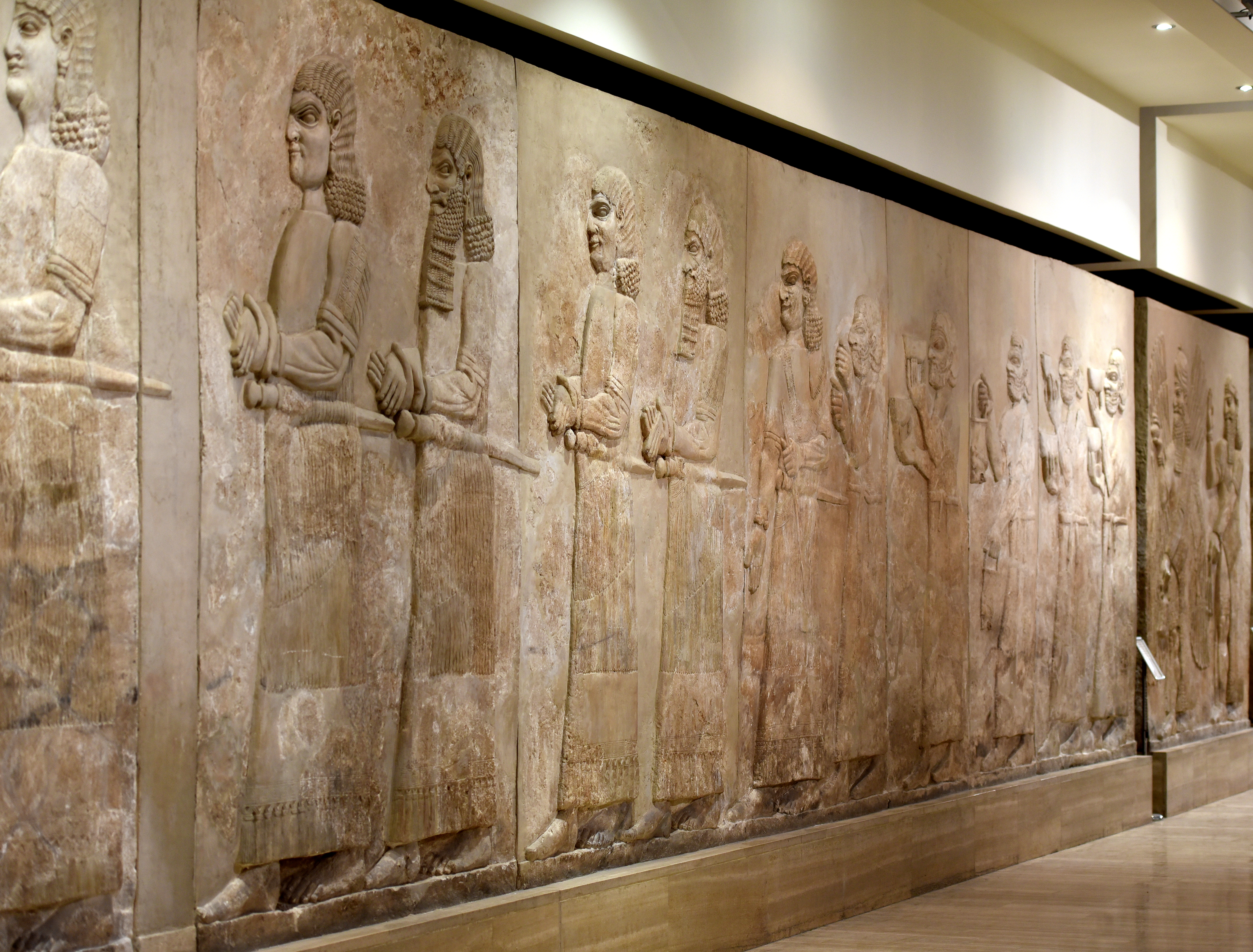
بدرقه ای از مقامات عالی‌رتبه آشوری و به دنبال آن باج گذاری به اورارتو. از خورس آباد، عراق، حدود سال ۷۱۰ پیش از میلاد، موزه عراق

خراج (به انگلیسی: Tribute)، سرمایه‌ای است که یکی از طرفین به عنوان نشانه‌ای از احترام یا اغلب در زمینه‌های تاریخی یا نشانی از تسلیم یا وفاداری به دیگری می‌دهد.
خراج نوعی ثروت و سرمایه است که غالباً یک طرف به عنوان احترام یا مانند آنچه که در متن‌های تاریخی معمولاً وجود داشت به عنوان تسلیم یا بیعت به دیگری می‌دهد. دولت‌های مختلف باستان از حاکمان سرزمینی که دولت آن‌ها را فتح می‌کرد یا تهدید به فتح آن‌ها می‌کردند، خراج می‌گرفتند. در صورت اتحاد، احزاب کمتر ممکن است به احترام احزاب قدرتمندتر به عنوان وفاداری و اغلب به منظور تأمین مالی پروژه‌هایی که به سود هر دو طرف است، ادای احترام کنند. به عنوان «ادای احترام» به رسمیت شناختن توسط پرداخت کننده تسلیم سیاسی به گیرنده پرداخت معمولاً لازم است. مبالغ کلان، اساساً پول حمایتی، که توسط امپراتوری‌های بعدی روم و بیزانس به مردم بربر پرداخت می‌شود تا از حمله آنها به خاک امپراتوری جلوگیری کند، معمولاً «خراج» خوانده نمی‌شود زیرا امپراتوری هیچ موقعیت سیاسی فرومایه ای را قبول نمی‌کند. پرداخت‌های یک نهاد سیاسی برتر به یک شخص حقیر، که برای اهداف مختلف انجام می‌شود، با اصطلاحاتی از جمله «یارانه» یا «کمک مالی» توصیف می‌شود.
امپراتوری‌هایی که خراج می‌گرفتند با کسانی مانند امپراتوری روم که سرزمین‌های تحت کنترل و کنترل بیشتری دارند، در تضاد است. دولت فرعی دولتی است که موقعیت سیاسی و استقلال خود را فقط با پرداخت خراج حفظ می‌کند. اگرچه، جمهوری روم و امپراتوری روم گاهی پادشاهی مشتری را کنترل می‌کردند و از این طریق خراج می‌گرفتند.

## در کشورهای مختلف
حاکمان قرون وسطایی روسیه نیز تنها از دولت‌های روسیه که همچنان به اداره خود ادامه می‌دهند، خراج و خراج دریافت می‌کنند. آتن از شهرهای دیگر لیگ دیلان باج می‌گرفت. امپراتوری‌های آشور، بابل، کارتاژ و روم از استان‌های خود و پادشاهی‌های تابعه خراج دریافت کردند. چین باستان از ایالت‌های مختلف مانند ژاپن، کره، ویتنام، کامبوج، بورنئو، اندونزی، سریلانکا، نپال، میانمار و آسیای مرکزی باج می‌گرفت. امپراتوری آزتک نمونه دیگری است. جمهوری روم به منظور پرداختن به جنگ، به عنوان پرداختی معادل مالیات متناسب با املاک، خراج دریافت می‌کرد.

## در چین
در چین باستان، سیستم خراج، وسیله اداری برای کنترل منافع آنها و همچنین ارائه اولویت‌های تجاری منحصر به فرد برای کسانی که از مناطق خارجی خراج می‌گرفتند، فراهم می‌شد. این بخشی جدایی ناپذیر از فلسفه کنفوسیوس بود، که چینی‌ها آن را معادل پسران کوچکتر از پدر و مادر بزرگتر می‌دانند که با اختصاص بخشی از دارایی، دارایی یا کالاهای خود به این منظور، از والدین بزرگتر مراقبت می‌کنند. ازدواج‌های سیاسی بین امپراطوری چین و دولت‌های ادای احترام، مانند Songtsen Gampo و Wencheng (Gyasa) وجود داشته است.
طبق سند تاریخی کره سامگوک ساگی (کره ای: 삼국사기؛ هانجا: 三國 史記)، گوگوریو در سال ۳۲ میلادی نماینده دیپلماتیک را به خاندان هان فرستاد و امپراتور گوآنگو از هان گوگوریو را با عنوان رسمی تصدیق کرد. روابط فرعی بین چین و کره در طول سه پادشاهی کره برقرار شد اما در عمل فقط یک تشریفات دیپلماتیک برای تقویت مشروعیت و دستیابی به کالاهای فرهنگی از چین بود. این امر تحت سلسله‌های مختلف و درجات مختلف تا شکست چین در جنگ چین و ژاپن در سالهای ۱۸۹۴–۱۸۹۴ ادامه داشت. رابطه بین چین و ویتنام «یک سیستم سرشاخه سلسله مراتبی» بود. پس از جنگ چین و فرانسه، چین با معاهده تینسین (۱۸۸۵) به سوء ظن خود در مورد ویتنام پایان داد. تایلند از زمان سلسله سوئی تا زمان شورش Taiping از اواخر سلسله چینگ در اواسط قرن نوزدهم همیشه به عنوان یک دولت فرعی یا فرعی تحت فرمان چین بود.

## در ایران
در زمان هخامنشیان گونه‌ای از باج تنها به منظور تأمین هزینه‌های حفاظت از شهرها و امپراطوری از گونه‌ها و طوایف مختلف مردم کسب می‌شد. این گونه از باج برای برتریِ دینیِ هخامنشیان گرفته نمی‌شد.
امپراتوری باستان هخامنشی پارسی نمونه ای از امپراتوری خراج باستان است. موردی که به غیر از پرداخت خراج عادی، که ممکن است طلا، کالاهای لوکس، حیوانات، سربازان یا بردگان باشد، تقاضای کمی نسبت به افراد غیرفارسی خود داشت. با این حال، عدم ادامه پرداخت‌ها عواقب ناگواری به همراه داشت. نقش برجسته‌های تخت جمشید موکب‌هایی از چهره‌هایی را نشان می‌دهد که انواع مختلفی از باج گذاری را دارند.

## در اروپا

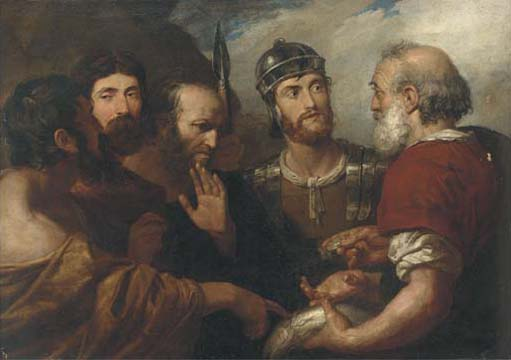
پول باج، جرج هی تر ۱۸۱۷.

مهاجمانی مانند وایکینگها و قبایل کلتیک در صورتی‌که باج موردِ نظر خود را دریافت می‌کردند از حمله به قبایل دیگر احتراز می‌کردند. در اروپا باج همیشه پول نبود. گاهی نیز با گرفتنِ گروگان در ازای رفتار خوب موافقت می‌کردند.

## در اسلام
خلافت اسلامی معرفِ یک شکل جدید از باج بود که با نام جزیه شناخته می‌شد و به‌طور قابل توجهی از اشکال رومی پیش از خود متفاوت بود.
مسیحیان شبه جزیره ایبری واژه جزیه را به tributo ترجمه کردند و پسینترها این گونه از باج در سرزمین‌های بر جدید به وسیلهٔ امپراتوری اسپانیا و امپراتوری پرتغال بکار گرفته شد.

## خوانش بیشتر
- Kwak, Tae-Hwan and Seung-Ho Joo. (2003). The Korean Peace process and the Four powers.  Burlington, Vermont: Ashgate. /; OCLC 156055048
- Pratt, Keith L., Richard Rutt and James Hoare. (1999). Korea: a Historical and Cultural Dictionary.  Richmond: Curzon Press. /; ; ; OCLC 245844259